# Miłosze (jezioro)
Jezioro Miłosze (lit. Milašius ežeras) – jezioro na Litwie, na Równinie Dzisny, położone w gminie Ignalino. Do 1945 roku w powiecie święciańskim województwa wileńskiego.